# 叶连娜·普罗科菲耶娃
叶连娜·根纳季耶夫娜·普罗科菲耶娃（俄語：Елена Геннадьевна Прокофьева，1994年8月2日—），俄罗斯女子花样游泳运动员，2015年世界游泳锦标赛集体技术自选、集体自由自选和自由组合金牌得主、2016年夏季奥林匹克运动会集体金牌得主。